# Copa América de Voleibol de 1998
A Copa América de Voleibol de 1998 foi a 1.ª edição deste torneio organizado anualmente pela Confederação Sul-Americana de Voleibol (CSV) e pela Confederação da América do Norte, Central e Caribe de Voleibol (NORCECA). O torneio aconteceu entre os dias 1 e 11 de outubro, sendo dividido em três cidades diferentes como Catamarca, Tucumã e Salta, além da fase final em Mar del Plata. No total, a disputa reuniu seis seleções masculinas pan-americanas de voleibol.
O Brasil faturou o seu primeiro título na competição ao derrotar a Argentina na decisão em um longo tie-break.

## Formato de disputa
A primeira fase reuniu as seis seleções em um único grupo, com os duelos sendo divididos em três etapas. As quatro melhores classificadas disputaram a fase final em cruzamento olímpico entre semifinal, disputa do bronze e final.
Para critérios de sistema de pontos, o placar de 3-0 ou 3-1 garantiu três pontos para a equipe vencedora e nenhum para a equipe derrotada; já o placar de 3-2 garantiu dois pontos para a equipe vencedora e um para a perdedora.

## Equipes participantes
| Equipe         | Última participação |
| -------------- | ------------------- |
| Argentina      | Estreante           |
| Brasil         | Estreante           |
| Canadá         | Estreante           |
| Cuba           | Estreante           |
| Estados Unidos | Estreante           |
| Venezuela      | Estreante           |

## Primeira fase
Classificação
|  |                                 |
|  | Classificados para a semifinal. |

|     |                |     | Jogos | Jogos | Jogos | Resultados | Resultados | Resultados | Resultados | Resultados | Resultados | Sets | Sets | Sets  | Pontos | Pontos | Pontos |
| Pos | Equipe         | Pts | T     | V     | D     | 3–0        | 3–1        | 3–2        | 2–3        | 1–3        | 0–3        | V    | P    | R     | V      | P      | R      |
| --- | -------------- | --- | ----- | ----- | ----- | ---------- | ---------- | ---------- | ---------- | ---------- | ---------- | ---- | ---- | ----- | ------ | ------ | ------ |
| 1   | Brasil         | 13  | 5     | 5     | 0     | 3          | 0          | 2          | 0          | 0          | 0          | 15   | 4    | 3.750 | 458    | 401    | 1.142  |
| 2   | Cuba           | 10  | 5     | 3     | 2     | 3          | 0          | 0          | 1          | 0          | 1          | 11   | 6    | 1.833 | 400    | 367    | 1.090  |
| 3   | Argentina      | 9   | 5     | 3     | 2     | 1          | 1          | 1          | 1          | 0          | 1          | 11   | 9    | 1.222 | 444    | 421    | 1.055  |
| 4   | Estados Unidos | 7   | 5     | 2     | 3     | 2          | 0          | 0          | 1          | 0          | 2          | 8    | 9    | 0.889 | 379    | 401    | 0.945  |
| 5   | Venezuela      | 6   | 5     | 2     | 3     | 0          | 1          | 1          | 1          | 0          | 2          | 8    | 12   | 0.667 | 430    | 450    | 0.956  |
| 6   | Canadá         | 0   | 5     | 0     | 5     | 0          | 0          | 0          | 0          | 2          | 3          | 2    | 15   | 0.133 | 355    | 427    | 0.831  |

### Etapa 1: Catamarca
| Data   | Hora |           | Placar |                | Set 1 | Set 2 | Set 3 | Set 4 | Set 5 | Total   | Relatório |
| ------ | ---- | --------- | ------ | -------------- | ----- | ----- | ----- | ----- | ----- | ------- | --------- |
| 01 out | desc | Cuba      | 3–0    | Estados Unidos | 25–16 | 25–23 | 25–19 |       |       | 75–58   | Resultado |
| 01 out | desc | Brasil    | 3–0    | Canadá         | 25–18 | 28–26 | 25–19 |       |       | 78–63   | Resultado |
| 01 out | desc | Argentina | 3–2    | Venezuela      | 25–23 | 24–26 | 25–17 | 25–27 | 15–12 | 114–105 | Resultado |
| 02 out | desc | Venezuela | 3–2    | Estados Unidos | 21–25 | 27–25 | 22–25 | 25–15 | 15–9  | 110–99  | Resultado |
| 02 out | desc | Brasil    | 3–2    | Cuba           | 25–21 | 26–28 | 22–25 | 27–25 | 16–14 | 116–113 | Resultado |
| 02 out | desc | Argentina | 3–1    | Canadá         | 23–25 | 25–19 | 25–20 | 25–20 |       | 98–84   | Resultado |

### Etapa 2: Tucumã
| Data   | Hora |           | Placar |                | Set 1 | Set 2 | Set 3 | Set 4 | Set 5 | Total | Relatório |
| ------ | ---- | --------- | ------ | -------------- | ----- | ----- | ----- | ----- | ----- | ----- | --------- |
| 04 out | desc | Brasil    | 3–0    | Estados Unidos | 32–30 | 25–16 | 25–22 |       |       | 82–68 | Resultado |
| 04 out | desc | Venezuela | 3–1    | Canadá         | 25–18 | 25–22 | 22–25 | 25–22 |       | 97–87 | Resultado |
| 05 out | desc | Brasil    | 3–0    | Venezuela      | 25–18 | 25–16 | 25–21 |       |       | 75–55 | Resultado |
| 05 out | desc | Argentina | 3–0    | Cuba           | 25–23 | 25–18 | 25–21 |       |       | 75–62 | Resultado |

### Etapa 3: Salta
| Data   | Hora |                | Placar |           | Set 1 | Set 2 | Set 3 | Set 4 | Set 5 | Total   | Relatório |
| ------ | ---- | -------------- | ------ | --------- | ----- | ----- | ----- | ----- | ----- | ------- | --------- |
| 07 out | desc | Cuba           | 3–0    | Canadá    | 25–16 | 25–18 | 25–21 |       |       | 75–55   | Resultado |
| 07 out | desc | Estados Unidos | 3–0    | Argentina | 25–22 | 25–23 | 25–23 |       |       | 75–68   | Resultado |
| 08 out | desc | Cuba           | 3–0    | Venezuela | 25–20 | 25–20 | 25–23 |       |       | 75–63   | Resultado |
| 08 out | desc | Estados Unidos | 3–0    | Canadá    | 27–25 | 27–25 | 25–16 |       |       | 79–66   | Resultado |
| 08 out | desc | Brasil         | 3–2    | Argentina | 25–23 | 25–16 | 21–25 | 21–25 | 15–13 | 107–102 | Resultado |

## Fase final

### Final four
|  | Semifinais     | Semifinais    |   |               | Final          | Final |  |
|  |                |               |   |               |                |       |  |
|  | 10 de outubro  |               |   |               |                |       |  |
|  | Brasil         | 3             |   |               |                |       |  |
|  | Estados Unidos | 2             |   |               |                |       |  |
|  |                |               |   |               |                |       |  |
|  |                |               |   |               | 11 de outubro  |       |  |
|  |                |               |   |               | Brasil         | 3     |  |
|  |                | Argentina     | 2 |               |                |       |  |
|  |                |               |   |               |                |       |  |
|  |                |               |   |               |                |       |  |
|  |                |               |   |               | Terceiro lugar |       |  |
|  | 10 de outubro  | 10 de outubro |   | 11 de outubro | 11 de outubro  |       |  |
|  | Argentina      | 3             |   | Cuba          | 3              |       |  |
|  | Cuba           | 2             |   |               | Estados Unidos | 2     |  |

Semifinais
| Data   | Hora |           | Placar |                | Set 1 | Set 2 | Set 3 | Set 4 | Set 5 | Total   | Relatório |
| ------ | ---- | --------- | ------ | -------------- | ----- | ----- | ----- | ----- | ----- | ------- | --------- |
| 10 out | desc | Argentina | 3–2    | Cuba           | 20–25 | 23–25 | 25–19 | 25–23 | 15–10 | 108–102 | Resultado |
| 10 out | desc | Brasil    | 3–2    | Estados Unidos | 20–25 | 25–23 | 25–15 | 23–25 | 15–11 | 108–99  | Resultado |

Terceiro lugar
| Data   | Hora |      | Placar |                | Set 1 | Set 2 | Set 3 | Set 4 | Set 5 | Total   | Relatório |
| ------ | ---- | ---- | ------ | -------------- | ----- | ----- | ----- | ----- | ----- | ------- | --------- |
| 11 out | desc | Cuba | 3–2    | Estados Unidos | 25–21 | 21–25 | 24–26 | 25–23 | 15–12 | 110–107 | Resultado |

Final
| Data   | Hora |        | Placar |           | Set 1 | Set 2 | Set 3 | Set 4 | Set 5 | Total   | Relatório |
| ------ | ---- | ------ | ------ | --------- | ----- | ----- | ----- | ----- | ----- | ------- | --------- |
| 11 out | desc | Brasil | 3–2    | Argentina | 25–19 | 21–25 | 22–25 | 25–22 | 27–25 | 120–116 | Resultado |

## Classificação final
| Posição | Equipe         |
| ------- | -------------- |
|         | Brasil         |
|         | Argentina      |
|         | Cuba           |
| 4       | Estados Unidos |
| 5       | Venezuela      |
| 6       | Canadá         |